# Сандиктау
Сандикта́у (каз. Сандықтау) — село у складі Сандиктауського району Акмолинської області Казахстану. Адміністративний центр Сандиктауського сільського округу.
Населення — 1200 осіб (2021; 1642 у 2009, 1799 у 1999, 1957 у 1989).
Національний склад станом на 1989 рік:
- росіяни — 54 %.